# Josep Maria Trigo Rodríguez
Josep Maria Trigo Rodríguez (València, 3 de juliol del 1970) és un astrònom, astrofísic i divulgador científic valencià. La seva activitat de recerca se centra en la formació i evolució del sistema solar. Pertany a l'Institut de Ciències de l'Espai (ICE) i és membre fundador de la Xarxa d'Investigació Sobre Bòlids i Meteorits.
Durant la seva infància i joventut, llegí les obres d'Isaac Asimov, Josep Comas i Solà, Camille Flammarion i Carl Sagan. El 2002 es doctorà cum laude per la Universitat de València. Entre el 2003 i el 2005 dugué a terme recerca sobre materials del sistema solar primordial (meteorits) a l'Institut de Geofísica i Física Planetària de la Universitat de Califòrnia a Los Angeles (UCLA). Des del 2011 és científic titular de l'ICE, on continua estudiant meteorits i cometes. El 2012, el Minor Planet Center batejà l'asteroide del cinturó principal 8325 Trigo-Rodríguez en honor seu. El 2018, fou un dels impulsors del portal de divulgació científica en català Divulcat amb el suport d'Enciclopèdia Catalana.